# 南部利直
南部利直（日语：／ Nanbu Toshinao，1576年4月13日—1632年10月1日），是日本安土桃山時代、江戶時代前期的大名，南部氏第二十七代當主、盛岡藩第一代藩主。南部信直長男，母親是泉山古康女兒慈照院。

## 生涯
生於陸奧國田子城，名字中的利字是受前田利家的偏諱而來。
1598年，父親信直在豐臣秀吉去世後開始積極接近五大老筆頭的德川家康。1599年，信直因病逝世，利直便繼承家督。1600年關原之戰時期，家康命令東北及北陸的大名攻擊與西軍石田三成內通的會津上杉景勝，利直便以最上義光的後援身分參加慶長出羽合戰，但此時卻遭同為東軍的伊達政宗煽動和賀忠親於南部領地的和賀郡引起一揆。利直將主力帶回到領內後平息該亂（通稱岩崎一揆）。戰後獲德川家康承認領土，成為盛岡藩藩祖，領有10萬石。
之後著手於盛岡藩政的整備，開發白根金山與西道金山等礦山來使財政安定。1615年，盛岡城建造完畢，城下町也慢慢形成。因為先前有像九戶政實之亂的多數有血緣關係家臣遭處罰的案例，因此利直選擇集權獨裁化來鞏固盛岡藩的基礎。
1614年出兵參與大坂之陣，與江戶幕府關係大大強化。
1632年在江戶的櫻田宅邸過世，享年57歲。其後三男南部重直繼承家督。